# Ronde van Turkije 2025
De 60e editie van de meerdaagse wielerwedstrijd Ronde van Turkije vond plaats van 27 tot en met 4 mei 2025. De ronde maakte deel uit van de UCI ProSeries.

## Deelnemende ploegen
Drieëntwintig professionele wielerploegen reden mee met in totaal 160 renners. Elke ploeg had zeven renners, behalve Alpecin-Deceuninck dat met een renner minder van start ging. In het peloton reden 25 Spanjaarden mee, 23 Italianen, 20 Belgen, 17 Turken, 8 Nederlanders, 6 Denen, Fransen, Eritreërs en Polen, plus 43 renners uit 21 andere landen. 
| UCI World Tour                                   | UCI ProSeries | UCI ProSeries | UCI Continental Circuits |
| ------------------------------------------------ | --- | --- | --- |
| Alpecin-Deceuninck Team Picnic PostNL XDS Astana | Burgos-Burpellet-BH Caja Rural-Seguros RGA Equipo Kern Pharma Euskaltel-Euskadi Lotto Flanders-Baloise Novo Nordisk | Polti VisitMalta Solution Tech-Vini Fantini Unibet Tietema Rockets Uno-X Mobility VF Group-Bardiani CSF-Faizanè Wagner Bazin WB | Bike Aid China Glory-Mentech İstanbul Büyükşehir Belediyespor Konya Büyükşehir Belediye Spor Mazowsze Serce Polski Spor Toto Terengganu |

## Etappe-overzicht
| etappe | datum    | start    | finish            | afstand | type       | winnaar             | Klassementsleider |
| ------ | -------- | -------- | ----------------- | ------- | ---------- | ------------------- | ----------------- |
| 1      | 27 april | Antalya  | Antalya           | 132 km  | Vlakke rit | Simon Dehairs       | Simon Dehairs     |
| 2      | 28 april | Kemer    | Kalkan (Kaş)      | 167,4   | Heuvelrit  | Tibor Del Grosso    | Tibor Del Grosso  |
| 3      | 29 april | Fethiye  | Marmaris          | 175,9   | Heuvelrit  | Lev Gonov           | Tibor Del Grosso  |
| 4      | 30 april | Marmaris | Akyaka (Ula)      | 115,4   | Bergrit    | Wout Poels          | Wout Poels        |
| 5      | 1 mei    | Marmaris | Aydın             | 151     | Heuvelrit  | Afgelast            | Wout Poels        |
| 6      | 2 mei    | Selçuk   | Koressos (Selçuk) | 156     | Heuvelrit  | Harold Martín López | Wout Poels        |
| 7      | 3 mei    | Selçuk   | Çeşme             | 144,2   | Heuvelrit  | Elia Viviani        | Wout Poels        |
| 8      | 4 mei    | Çeşme    | İzmir             | 105,7   | Vlakke rit | Matteo Malucelli    | Wout Poels        |

## Etappe-uitslagen

### 1e etappe
| Antalya – Antalya (132 km) |                  |                        |          |
| Plaats                     | Naam             | Ploeg                  | Tijd     |
| Winnaar                    | Simon Dehairs    | Alpecin-Deceuninck     | 2u51'04" |
| 2                          | Matteo Malucelli | XDS Astana             | z.t.     |
| 3                          | Jules Hesters    | Flanders-Baloise       | z.t.     |
| 4                          | Jon Aberasturi   | Euskaltel-Euskadi      | z.t.     |
| 5                          | Marc Brustenga   | Equipo Kern Pharma     | z.t.     |
| 6                          | Davide Bomboi    | Unibet Tietema Rockets | z.t.     |
| 7                          | Davide Persico   | Wagner Bazin WB        | z.t.     |
| 8                          | Pierre Barbier   | Wagner Bazin WB        | z.t.     |
| 9                          | Jakub Mareczko   | Mazowsze Serce Polski  | z.t.     |
| 10                         | Andrea Peron     | Novo Nordisk           | z.t.     |

| Algemeen klassement |                  |                        |          |
| Plaats              | Naam             | Ploeg                  | Tijd     |
| Lichtblauwe trui    | Simon Dehairs    | Alpecin-Deceuninck     | 2u51'04" |
| 2                   | Matteo Malucelli | XDS Astana             | + 4"     |
| 3                   | Jules Hesters    | Flanders-Baloise       | + 6"     |
| 4                   | Willie Smit      | China Glory-Mentech    | + 7"     |
| 5                   | Vinzent Dorn     | Bike Aid               | + 8"     |
| 6                   | Konrad Czabok    | Mazowsze Serce Polski  | + 9"     |
| 7                   | Jon Aberasturi   | Euskaltel-Euskadi      | + 10"    |
| 8                   | Marc Brustenga   | Equipo Kern Pharma     | z.t.     |
| 9                   | Davide Bomboi    | Unibet Tietema Rockets | z.t.     |
| 10                  | Davide Persico   | Wagner Bazin WB        | z.t.     |

### 2e etappe
| Kemer – Kalkan (Kaş) (167,4 km) |                    |                        |          |
| Plaats                          | Naam               | Ploeg                  | Tijd     |
| Winnaar                         | Tibor Del Grosso   | Alpecin-Deceuninck     | 3u58'40" |
| 2                               | Giovanni Lonardi   | Polti VisitMalta       | z.t.     |
| 3                               | Lander Loockx      | Unibet Tietema Rockets | z.t.     |
| 4                               | Jon Aberasturi     | Euskaltel-Euskadi      | z.t.     |
| 5                               | Nicolas Vinokoerov | XDS Astana             | z.t.     |
| 6                               | Jasper De Buyst    | Lotto                  | z.t.     |
| 7                               | Jonas Geens        | Flanders-Baloise       | z.t.     |
| 8                               | Lev Gonov          | XDS Astana             | z.t.     |
| 9                               | Giovanni Carboni   | Unibet Tietema Rockets | z.t.     |
| 10                              | Andreas Kron       | Uno-X Mobility         | z.t.     |

| Algemeen klassement |                  |                        |          |
| Plaats              | Naam             | Ploeg                  | Tijd     |
| Lichtblauwe trui    | Tibor Del Grosso | Alpecin-Deceuninck     | 6u49'34" |
| 2                   | Giovanni Lonardi | Polti VisitMalta       | + 4"     |
| 3                   | Lander Loockx    | Unibet Tietema Rockets | + 6"     |
| 4                   | Willie Smit      | China Glory-Mentech    | z.t.     |
| 5                   | Ahmet Örken      | Spor Toto              | + 8"     |
| 6                   | Jon Aberasturi   | Euskaltel-Euskadi      | + 10"    |
| 7                   | Lev Gonov        | XDS Astana             | z.t.     |
| 8                   | Casper van Uden  | Picnic PostNL          | z.t.     |
| 9                   | Giovanni Carboni | Unibet Tietema Rockets | z.t.     |
| 10                  | Calum Johnston   | Caja Rural-Seguros RGA | z.t.     |

### 3e etappe
| Fethiye – Marmaris (175,9 km) |                      |                        |          |
| Plaats                        | Naam                 | Ploeg                  | Tijd     |
| Winnaar                       | Lev Gonov            | XDS Astana             | 4u22'44" |
| 2                             | Lander Loockx        | Unibet Tietema Rockets | z.t.     |
| 3                             | Tibor Del Grosso     | Alpecin-Deceuninck     | z.t.     |
| 4                             | Giovanni Lonardi     | Polti VisitMalta       | z.t.     |
| 5                             | Andreas Kron         | Uno-X Mobility         | z.t.     |
| 6                             | Johannes Kulset      | Uno-X Mobility         | z.t.     |
| 7                             | Igor Chzhan          | China Glory-Mentech    | z.t.     |
| 8                             | Giovanni Carboni     | Unibet Tietema Rockets | z.t.     |
| 9                             | Julen Arriola-Bengoa | Caja Rural-Seguros RGA | z.t.     |
| 10                            | Filippo Ridolfo      | Novo Nordisk           | z.t.     |

| Algemeen klassement |                     |                            |           |
| Plaats              | Naam                | Ploeg                      | Tijd      |
| Lichtblauwe trui    | Tibor Del Grosso    | Alpecin-Deceuninck         | 11u12'14" |
| 2                   | Lev Gonov           | XDS Astana                 | + 4"      |
| 3                   | Lander Loockx       | Unibet Tietema Rockets     | z.t.      |
| 4                   | Giovanni Lonardi    | Polti VisitMalta           | + 8"      |
| 5                   | Giovanni Carboni    | Unibet Tietema Rockets     | + 14"     |
| 6                   | Jakub Kaczmarek     | Mazowsze Serce Polski      | z.t.      |
| 7                   | Andreas Kron        | Uno-X Mobility             | z.t.      |
| 8                   | Calum Johnston      | Caja Rural-Seguros RGA     | z.t.      |
| 9                   | Kristian Sbaragli   | Solution Tech-Vini Fantini | z.t.      |
| 10                  | Frank van den Broek | Picnic PostNL              | z.t.      |

### 4e etappe
| Marmaris – Akyaka (Ula) (115,4 km) |                     |                        |          |
| Plaats                             | Naam                | Ploeg                  | Tijd     |
| Winnaar                            | Wout Poels          | XDS Astana             | 3u14'12" |
| 2                                  | Harold Martín López | XDS Astana             | + 19"    |
| 3                                  | Juan Martínez       | Picnic PostNL          | + 22"    |
| 4                                  | Frank van den Broek | Picnic PostNL          | + 29"    |
| 5                                  | Abel Balderstone    | Caja Rural-Seguros RGA | + 43"    |
| 6                                  | Johannes Kulset     | Uno-X Mobility         | + 51"    |
| 7                                  | Jon Agirre          | Euskaltel-Euskadi      | + 54"    |
| 8                                  | Germán Gómez        | Polti VisitMalta       | + 1'03"  |
| 9                                  | Adrien Maire        | Unibet Tietema Rockets | + 1'11"  |
| 10                                 | Giovanni Carboni    | Unibet Tietema Rockets | + 1'24"  |

| Algemeen klassement |                     |                        |           |
| Plaats              | Naam                | Ploeg                  | Tijd      |
| Lichtblauwe trui    | Wout Poels          | XDS Astana             | 14u26'30" |
| 2                   | Harold Martín López | XDS Astana             | + 23"     |
| 3                   | Juan Martínez       | Picnic PostNL          | + 28"     |
| 4                   | Frank van den Broek | Picnic PostNL          | + 39"     |
| 5                   | Abel Balderstone    | Caja Rural-Seguros RGA | + 53"     |
| 6                   | Johannes Kulset     | Uno-X Mobility         | + 1'01"   |
| 7                   | Jon Agirre          | Euskaltel-Euskadi      | + 1'04"   |
| 8                   | Germán Gómez        | Polti VisitMalta       | + 1'13"   |
| 9                   | Adrien Maire        | Unibet Tietema Rockets | + 1'21"   |
| 10                  | Giovanni Carboni    | Unibet Tietema Rockets | + 1'34"   |

### 5e etappe
De etappe Marmaris – Aydın (151 km) werd afgelast wegens hevige regen.

### 6e etappe
| Selçuk – Huis van de maagd Maria (Selçuk) (156 km) |                     |                        |          |
| Plaats                                             | Naam                | Ploeg                  | Tijd     |
| Winnaar                                            | Harold Martín López | XDS Astana             | 3u32'55" |
| 2                                                  | Wout Poels          | XDS Astana             | + 3"     |
| 3                                                  | Johannes Kulset     | Uno-X Mobility         | + 11"    |
| 4                                                  | Abel Balderstone    | Caja Rural-Seguros RGA | + 13"    |
| 5                                                  | Giovanni Carboni    | Unibet Tietema Rockets | + 21"    |
| 6                                                  | Juan Martínez       | Picnic PostNL          | + 27"    |
| 7                                                  | Stefan de Bod       | Terengganu             | + 32"    |
| 8                                                  | Ibon Ruiz           | Equipo Kern Pharma     | z.t.     |
| 9                                                  | Germán Gómez        | Polti VisitMalta       | z.t.     |
| 10                                                 | Mathias Bregnhøj    | Terengganu             | + 45"    |

| Algemeen klassement |                     |                        |           |
| Plaats              | Naam                | Ploeg                  | Tijd      |
| Lichtblauwe trui    | Wout Poels          | XDS Astana             | 17u59'22" |
| 2                   | Harold Martín López | XDS Astana             | + 16"     |
| 3                   | Juan Martínez       | Picnic PostNL          | + 58"     |
| 4                   | Abel Balderstone    | Caja Rural-Seguros RGA | + 1'09"   |
| 5                   | Johannes Kulset     | Uno-X Mobility         | + 1'11"   |
| 6                   | Germán Gómez        | Polti VisitMalta       | + 1'48"   |
| 7                   | Frank van den Broek | Picnic PostNL          | + 1'50"   |
| 8                   | Giovanni Carboni    | Unibet Tietema Rockets | + 1'58"   |
| 9                   | Adrien Maire        | Unibet Tietema Rockets | + 2'09"   |
| 10                  | Ibon Ruiz           | Equipo Kern Pharma     | + 2'19"   |

### 7e etappe
| Selçuk – Çeşme (144,2 km) |                    |                    |          |
| Plaats                    | Naam               | Ploeg              | Tijd     |
| Winnaar                   | Elia Viviani       | Lotto              | 3u22'04" |
| 2                         | Alexander Kristoff | Uno-X Mobility     | z.t.     |
| 3                         | Davide Persico     | Wagner Bazin WB    | z.t.     |
| 4                         | Matteo Malucelli   | XDS Astana         | z.t.     |
| 5                         | Marc Brustenga     | Equipo Kern Pharma | z.t.     |
| 6                         | Casper van Uden    | Picnic PostNL      | z.t.     |
| 7                         | Giovanni Lonardi   | Polti VisitMalta   | z.t.     |
| 8                         | Tibor Del Grosso   | Alpecin-Deceuninck | z.t.     |
| 9                         | Manuel Peñalver    | Polti VisitMalta   | z.t.     |
| 10                        | Jules Hesters      | Flanders-Baloise   | z.t.     |

| Algemeen klassement |                     |                        |           |
| Plaats              | Naam                | Ploeg                  | Tijd      |
| Lichtblauwe trui    | Wout Poels          | XDS Astana             | 21u21'26" |
| 2                   | Harold Martín López | XDS Astana             | + 16"     |
| 3                   | Juan Martínez       | Picnic PostNL          | + 58"     |
| 4                   | Abel Balderstone    | Caja Rural-Seguros RGA | + 1'09"   |
| 5                   | Johannes Kulset     | Uno-X Mobility         | + 1'11"   |
| 6                   | Germán Gómez        | Polti VisitMalta       | + 1'48"   |
| 7                   | Frank van den Broek | Picnic PostNL          | + 1'50"   |
| 8                   | Giovanni Carboni    | Unibet Tietema Rockets | + 1'58"   |
| 9                   | Adrien Maire        | Unibet Tietema Rockets | + 2'09"   |
| 10                  | Ibon Ruiz           | Equipo Kern Pharma     | + 2'19"   |

### 8e etappe
| Çeşme – İzmir (105,7 km) |                    |                               |          |
| Plaats                   | Naam               | Ploeg                         | Tijd     |
| Winnaar                  | Matteo Malucelli   | XDS Astana                    | 2u23'26" |
| 2                        | Alexander Kristoff | Uno-X Mobility                | z.t.     |
| 3                        | Giovanni Lonardi   | Polti VisitMalta              | z.t.     |
| 4                        | Marc Brustenga     | Equipo Kern Pharma            | z.t.     |
| 5                        | Simon Dehairs      | Alpecin-Deceuninck            | z.t.     |
| 6                        | David Martín       | Burgos-Burpellet-BH           | z.t.     |
| 7                        | Luca Colnaghi      | VF Group-Bardiani CSF-Faizanè | z.t.     |
| 8                        | Elia Viviani       | Lotto                         | z.t.     |
| 9                        | Attilio Viviani    | Solution Tech-Vini Fantini    | z.t.     |
| 10                       | Casper van Uden    | Picnic PostNL                 | z.t.     |

## Klassementenverloop
| Rit          | Winnaar             | Algemeen klassement · | Puntenklassement · | Bergklassement · | Tussensprints · | Ploegenklassement      |
| ------------ | ------------------- | --------------------- | ------------------ | ---------------- | --------------- | ---------------------- |
| 1            | Simon Dehairs       | Simon Dehairs         | Simon Dehairs      | -                | Willie Smit     | Flanders-Baloise       |
| 2            | Tibor Del Grosso    | Tibor Del Grosso      | Jon Aberasturi     | Vinzent Dorn     | Willie Smit     | XDS Astana             |
| 3            | Lev Gonov           | Tibor Del Grosso      | Giovanni Lonardi   | Vinzent Dorn     | Willie Smit     | Unibet Tietema Rockets |
| 4            | Wout Poels          | Wout Poels            | Giovanni Lonardi   | Ahmet Örken      | Willie Smit     | Euskaltel-Euskadi      |
| 5            | -                   | Wout Poels            | Giovanni Lonardi   | Ahmet Örken      | Willie Smit     | Euskaltel-Euskadi      |
| 6            | Harold Martín López | Wout Poels            | Johannes Kulset    | Wout Poels       | Willie Smit     | Caja Rural-Seguros RGA |
| 7            | Elia Viviani        | Wout Poels            | Giovanni Lonardi   | Wout Poels       | Willie Smit     | Caja Rural-Seguros RGA |
| 8            | Matteo Malucelli    | Wout Poels            | Giovanni Lonardi   | Wout Poels       | Willie Smit     | Caja Rural-Seguros RGA |
|              |                     |                       |                    |                  |                 |                        |
| 0Eindstanden | 0Eindstanden        | Wout Poels            | Giovanni Lonardi   | Wout Poels       | Willie Smit     | Caja Rural-Seguros RGA |

## Eindklassementen
| Plaats           | Naam                | Ploeg                  | Tijd      |
| ---------------- | ------------------- | ---------------------- | --------- |
| Lichtblauwe trui | Wout Poels          | XDS Astana             | 23u44'52" |
| 2                | Harold Martín López | XDS Astana             | + 16"     |
| 3                | Juan Martínez       | Picnic PostNL          | + 58"     |
| 4                | Abel Balderstone    | Caja Rural-Seguros RGA | + 1'09"   |
| 5                | Johannes Kulset     | Uno-X Mobility         | + 1'11"   |
| 6                | Germán Gómez        | Polti VisitMalta       | + 1'48"   |
| 7                | Frank van den Broek | Picnic PostNL          | + 1'50"   |
| 8                | Giovanni Carboni    | Unibet Tietema Rockets | + 1'58"   |
| 9                | Adrien Maire        | Unibet Tietema Rockets | + 2'09"   |
| 10               | Ibon Ruiz           | Equipo Kern Pharma     | + 2'19"   |
|                  |                     |                        |           |
| 19               | Henri Vandenabeele  | Flanders-Baloise       | + 5'11"   |

| Plaats      | Naam             | Ploeg                  | Punten |
| ----------- | ---------------- | ---------------------- | ------ |
| Groene trui | Giovanni Lonardi | Polti VisitMalta       | 52     |
| 2           | Tibor Del Grosso | Alpecin-Deceuninck     | 41     |
| 3           | Matteo Malucelli | XDS Astana             | 41     |
|             |                  |                        |        |
| 8           | Lander Loockx    | Unibet Tietema Rockets | 31     |

| Plaats    | Naam                | Ploeg                  | Berg |
| --------- | ------------------- | ---------------------- | ---- |
| Rode trui | Wout Poels          | XDS Astana             | 20   |
| 2         | Ahmet Örken         | Spor Toto Cycling Team | 18   |
| 3         | Harold Martín López | XDS Astana             | 16   |
|           |                     |                        |      |
| 12        | Lander Loockx       | Unibet Tietema Rockets | 3    |

| Plaats     | Naam                     | Ploeg                               | Punten |
| ---------- | ------------------------ | ----------------------------------- | ------ |
| Witte trui | Willie Smit              | China Glory-Mentech                 | 14     |
| 2          | Mustafa Tekin            | Spor Toto                           | 9      |
| 3          | Konrad Czabok            | Mazowsze Serce Polski               | 9      |
|            |                          |                                     |        |
| 7          | Jonas Rickaert Tuur Dens | Alpecin-Deceuninck Flanders-Baloise | 3      |

| Oranje trui | Caja Rural-Seguros RGA |  | 71u22'26" |
| 2           | XDS Astana             |  | + 1'22"   |
| 3           | Polti VisitMalta       |  | + 4'43"   |
|             |                        |  |           |
| 7           | Team Picnic PostNL     |  | + 17'57"  |
| 9           | Lotto                  |  | + 34'51"  |